# Daniel Mögling

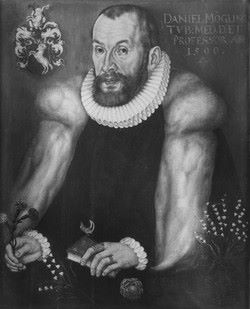
Daniel Mögling, Gemälde von Anton Ramsler in der Tübinger Professorengalerie

Daniel Mögling (* 1546 in Tübingen; † 24. Mai 1603 ebenda), der auch die Pseudonyme Valerius Saledinus, Theophilus Schweighardt und Florentinus de Valentia benutzte, war ein deutscher Mediziner sowie Professor an der Universität Tübingen.

## Leben
Der Bäckerssohn Daniel Mögling immatrikulierte sich 1561 an der Universität Tübingen. Er wurde 1565 Baccalaureus, 1567 Magister und 1572 zum Dr. med. promoviert. Ebenfalls 1572 wurde er Stadtphysikus in Weißenburg, dann 1581 in Göppingen. 1583 wurde er kurfürstlich-pfälzischer Leibarzt und Professor in Heidelberg, 1585 württembergischer Leibarzt in Tübingen, 1587 Professor an der Universität Tübingen sowie 1588 Dekan. 1592, 1596 und 1602 war er Rektor der Universität Tübingen.
1618 veröffentlichte Mögling unter dem Decknamen Theophilus Schweighardt den Rosenkreuzerischen Weisheitsspiegel (Speculum sophicum rhodo-stauroticum).
Sein 1590 entweder von Jacob Ramsler oder von Hans Ulrich Alt gemaltes Porträt hängt in der Tübinger Professorengalerie.

## Familie
Mögling heiratete 1569 die Tübinger Beamtentochter Ursula Riepp (1551–1589). Er war der Vater von Johann Ludwig Mögling (1585–1625), der Großvater des Tübinger Medizinprofessors Johann Ludwig Mögling junior (1613–1693) und der Urgroßvater von Johann David Mögling (1650–1695). Über ihren Sohn, den Pfarrer Johann Wolfgang Mögling (1576–1634), gehören Daniel Mögling und Ursula Riepp zu den Vorfahren des Philosophen Georg Wilhelm Friedrich Hegel.